# Arnošt Caha
Arnošt Caha (1. dubna 1891 Sádek u Poličky – 17. června 1935 Brno) byl český spisovatel, kulturní historik a profesor na učitelském ústavu v Brně.

## Život
Narodil se v rodině majitele statku a lihovaru Františka Cahy a jeho manželky Terezie, rozené Bednářové. Otec mu zemřel v roce 1897 a matka se po roce znovu provdala za Františka Novotného. V roce 1908 manželé Novotní statek prodali a odstěhovali se do Bystřice pod Perštýnem, kde zakoupili hostinec. Arnošt Caha v té době studoval učitelský ústav v Poličce, kde studia s vyznamenáním dokončil. 
Působil jako učitel na různých školách, od roku 1918 byl zatímním, od roku 1919 definitivním učitelem na Mužském ústavu učitelském v Brně.
Zemřel v Brně, ve 44 letech, na karcinom tlustého střeva.

### Rodinný život
Dne 7. září 1915 se v Bystrci oženil s Růženou Malouškovou. Manželé Cahovi měli tři děti.

## Dílo
Arnošt Caha byl předsedou představenstva nakladatelství Dědictví Havlíčkovo a zde také publikoval většinu svých děl. Kromě učebnic a dějepisných příruček je také autorem dvou sci-fi románů určených mládeži.

### Beletrie
- V pravěkém světě, Dědictví Havlíčkovo, Brno 1927, sci-fi román pro mládež, ve kterém dva chlapci podniknou spolu se svým otcem archeologem výpravu do jeskyně Macocha. V podzemí se dostanou do velké dutiny, kde procházejí geologickými érami Země od prvohor až mezi pravěké lovce. Lze předpokládat, že kniha se stala inspirací pro slavný film Karla Zemana Cesta do pravěku z roku 1955, ačkoliv to v titulcích filmu není uvedeno.[4] Pod původním názvem vyšla kniha znovu roku 2008 v nakladatelství Millenium a pod názvem Cesta do pravěku a zase zpátky roku 2011 v nakladatelství XYZ.
- Výlet doktora Hlavsy do vesmíru, Dědictví Havlíčkovo, Brno 1927, Science fiction|sci-fi román pro mládež, ve kterém vynálezce Hlavsa objeví způsob jak zbavit hmotu tíže. Na tomto základě postaví letoun, se kterým odletí na Měsíc, kde posádka letounu prožívá různá dobrodružství včetně záchrany před smrtí od Marťanů.
- Jánošík, kapitán dobrých horních chlapců, Svědomím českých dějin, Brno 1930, dějepisné povídky napsané v duchu slovenských lidových písní a pověstí. Kniha vyšla znovu roku 2009 v nakladatelství XYZ.
- Povídky o chudém hochu, který osvobodil národ 1. – Mladá léta T. G. Masaryka, Dědictví Havlíčkovo, Brno 1930,
- Povídky o chudém hochu, který osvobodil národ 2. – Učitelem národa, bojovníkem za pravdu, Dědictví Havlíčkovo, Brno 1932.

### Odborné publikace (výbor)
- Stručné dějiny národa československého (1919)
- Bílá hora a poprava staroměstská (1919)
- Tatíček Masaryk Osvoboditel (1920)
- Stručná nauka občanská (1920)
- Slovensko a Podkarpatská Rus: zeměpisný náčrt (1920)
- Legenda svatojanská: lež a pravda o Janu Nepomuckém (1920)
- Bojovník za práva národa českého (1920), k 100. výročí narozenin Karla Havlíčka Borovského,
- Pomsta Habsburkova: k 300. výročí vraždy 27 pánů na náměstí staroměstském (1921)[5]
- Náš první odboj proti Habsburkům (1921)[6]
- Čtení o našem Havlíčkovi (1921)[7]
- Husitství od svého počátku až po přijetí kompaktát (1921)
- Čarodějnické procesy v našich zemích (1921)
- Republika česko-slovenská: zeměpisný přehled (1922)
- Přehled dějin literatury české (1922)
- Masaryk české mládeži (1922)[8]
- Malé dějiny česko-slovenské (1923)[9]
- Nepřátelské hlasy o Žižkovi (1924) – ze starých i nových spisů k 500. výročí smrti Jana Žižky z Trocnova[10]
- Žižka v našich lidových pověstech (1924)
- Domov, rodiče a děti (1924)
- Mistr Jan Hus (1925)[11]
- Zeměpisný přehled všech států na zeměkouli (1925)
- Svět v číslech a diagramech: statistická příručka (1926)
- Stručný přehled mluvnice a pravopisu (1926)
- Památné hrady a zámky československé (1930)
- Příručka k přijímacím zkouškám do I. třídy středních škol (1931)
- Tisíc otázek a odpovědí z dějin československých (1934)

## Soudní spor o autorská práva
V roce 1929 čelil Caha obvinění z porušení autorského práva spisovatele Rudolfa Hofmeistera, že v knize V Pravěkém světě použil části jeho díla Život v pravěku. Byl odsouzen k pokutě 1 000 Kč nebo 10 dnům vězení a náhradě útrat. Hofmeister se proti rozsudku, jako mírnému, odvolal. Části, které byly plagiátem, podrobně rozebral Karel Scheinpflug v časopise Přítomnost. Současně poukázal na to, že základní dějová linka Života v pravěku je velmi blízká Verneovu románu Cesta do středu země.